# Joseph Lux
Joseph Lux (França) foi um ginasta francês, que competiu em provas de ginástica artística.
Lux começou a competir profissionalmente na década de 1900, em uma época em que a ginástica não possuía muitas competições nacionais e internacionais. Sem êxitos olímpicos, disputou duas edições mundiais, nas quais conquistou um total de seis medalhas. Em sua primeira campanha, no Mundial de Antuérpia, a primeira edição dessa competição, atingiu as vitórias por equipes e no cavalo com alças; nas argolas, conquistou a prata, e no concurso geral, foi superado pelo compatriota Josef Martinez. Em 1907, no Mundial de Praga, conquistou o ouro das barras paralelas e a prata coletiva.